# 北海道道354号ペンケ下川停車場線

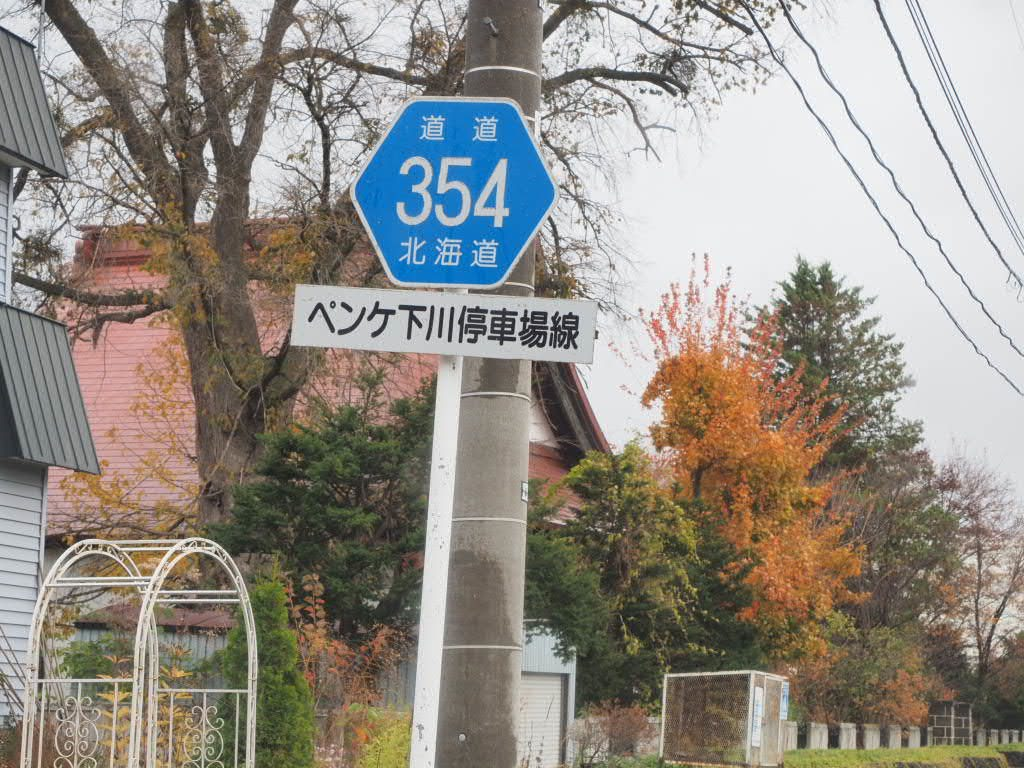
道道354号線標識

北海道道354号ペンケ下川停車場線（ほっかいどうどう354ごう ペンケしもかわていしゃじょうせん）は、北海道上川郡下川町内を結ぶ一般道道（北海道道）である。

## 概要
路線名は「ペンケ」だが、起点の住所は「パンケ」と読む。

### 路線データ
- 起点：北海道上川郡下川町班渓
- 終点：北海道上川郡下川町共栄町（下川町バスターミナル合同センター、旧JR北海道 名寄本線 下川駅跡）
- 路線延長：11.4 km（実延長）

## 歴史
- 1962年（昭和37年）4月13日 路線認定[1]。

## 路線状況

### 重複区間
- 下川町南町 - 下川町幸町（北海道道101号下川愛別線）
- 下川町錦町 - 下川町共栄町（北海道道330号下川停車場線）

## 地理
名寄川の支流下川ペンケ川に沿って走る。

### 通過する自治体
- 上川総合振興局
  - 上川郡下川町

### 交差する道路
下川町
- 北海道道101号下川愛別線 - 南町、幸町（重複）
- 北海道道330号下川停車場線 - 錦町（重複）

### 沿線にある施設など
重複区間を除く。下川町立の施設名は前置される「下川（町）」を省略する。
下川町
- 多目的宿泊交流施設「アイキャンハウス」 - 南町
- 町立下川中学校 - 南町
- 町民総合グランド - 南町
- 町民スポーツセンター - 南町
- B&G海洋センター - 南町
- 地域間交流施設「森のなか ヨックル」 - 南町
- 幼児センター「こどものもり」 - 南町
- 役場 - 幸町
- 公民館 - 幸町
- 町民会館 - 幸町